# Batalion ON „Turka”

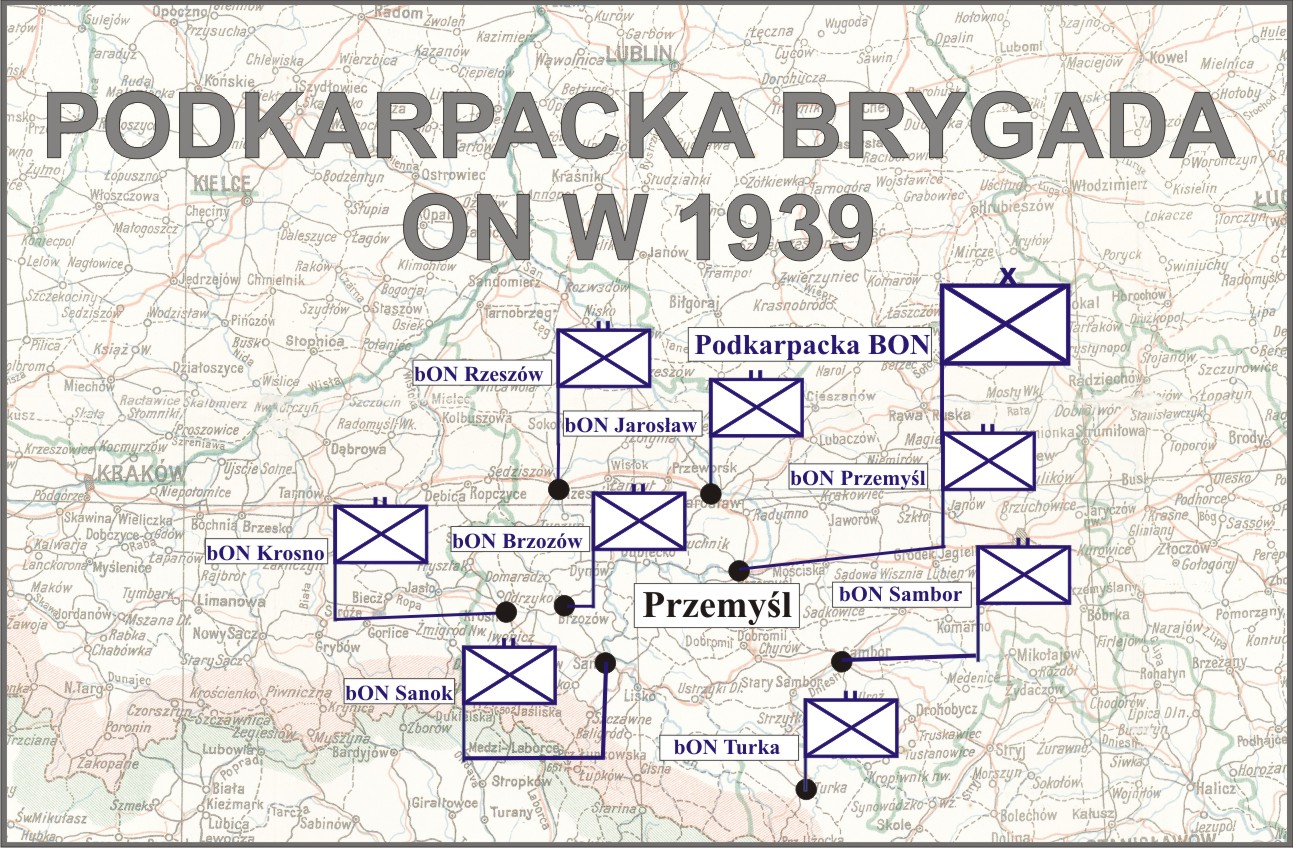
Podkarpacka Brygada ON

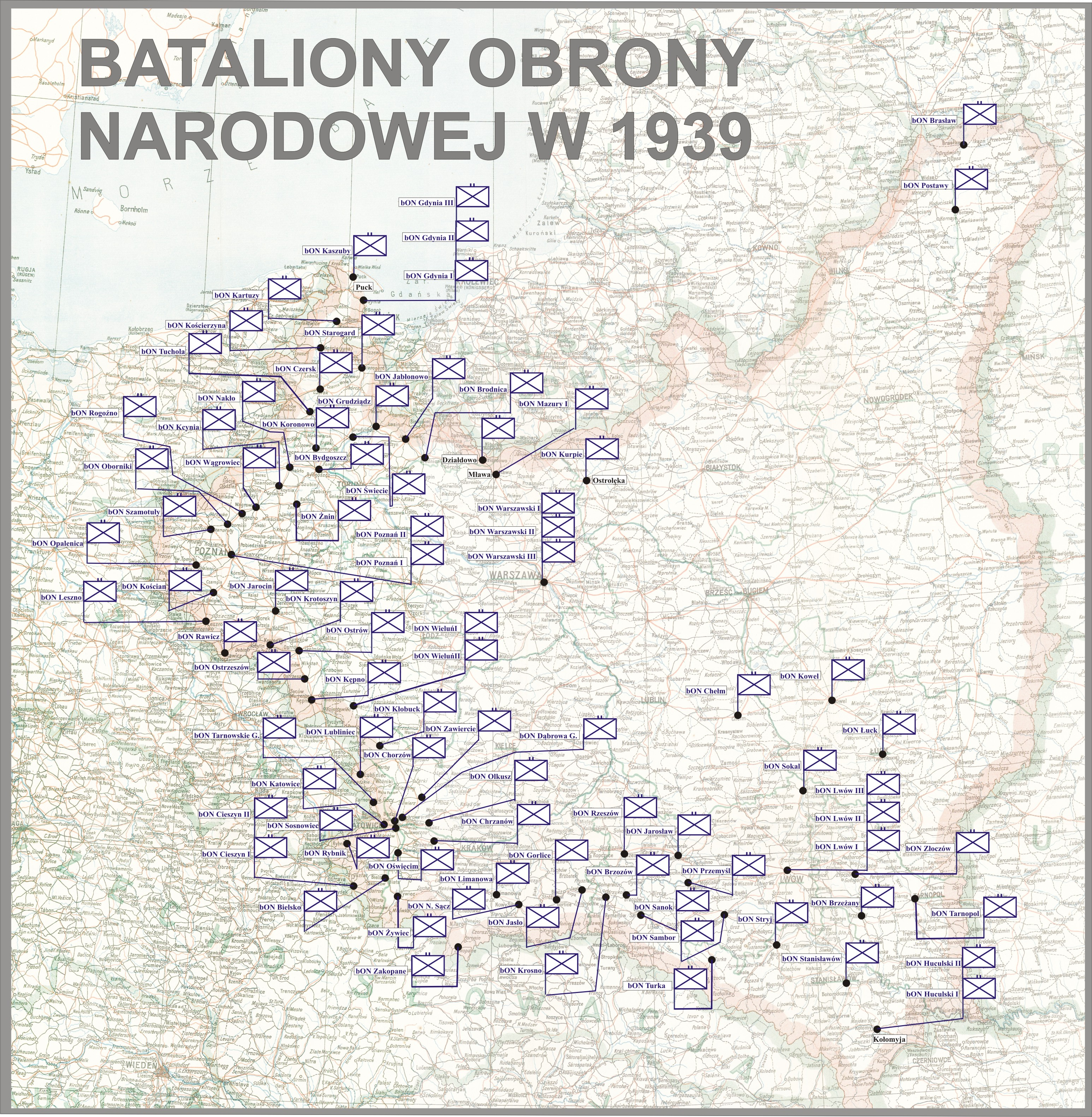
Obrona Narodowa w 1939

Turczański Batalion Obrony Narodowej (batalion ON „Turka”) – pododdział piechoty Wojska Polskiego II RP.
Batalion został sformowany wiosną 1939 roku, w składzie Podkarpackiej Brygady ON według etatu batalionu ON typ I. Dowódcy jednostki podporządkowana została 2 kompania ON „Turka” z Samborskiego batalionu ON.
Batalion został w całości sformowany ze szlachty zagrodowej.
Jednostką administracyjną i mobilizującą dla Turczańskiego batalionu ON był 6 pułk strzelców podhalańskich.
W kampanii wrześniowej walczył w składzie 216 pułku piechoty.

## Obsada personalna
Obsada personalna batalionu
- dowódca batalionu – mjr Stefan Chaszczyński
  - adiutant batalionu – ppor. rez. Michał Pilawski
  - oficer-płatnik – ppor. rez. Bronisław Birn
  - oficer żywnościowy – ppor. rez. Bazyli Komarnicki
  - lekarz – kpt. rez. lek. Mojżesz Rabach
- dowódca plutonu karabinów maszynowych – ppor. rez. Włodzimierz Andrzej Hrebelko
  - zastępca dowódcy plutonu – ppor. rez. Kazimierz Barczyk
- dowódca plutonu zwiadu – ppor. rez. Edward Kosturek
- dowódca plutonu pionierów – plut. pchor. rez. Stanisław Kaczmarz
- dowódca 1 kompanii ON „Turka” – kpt. Antoni Szczepaniak
  - dowódca I plutonu – por. rez. inż. Wojciech Klamut
  - dowódca II plutonu – ppor. rez. Stanisław Turek
  - dowódca III plutonu – ppor. rez. Kazimierz Kwiatkowski
- dowódca 2 kompanii ON „Wysocko Wyżne” – ppor. Eugeniusz Pendlowski
  - dowódca I plutonu – ppor. rez. Wacław Łuczak
  - dowódca II plutonu – ppor. rez. Tadeusz Stafiej
  - dowódca III plutonu – ppor. rez. Alfred Bolesław Gunderman
- dowódca 3 kompanii ON „Stary Sambor” – ppor. Jan Marian Pić
  - dowódca I plutonu – ppor. rez. Władysław Dobrucki
  - dowódca II plutonu – ppor. rez. Mieczysław Tadeusz Graff
  - dowódca III plutonu – ppor. rez. Józef Zygmunt Fijałkiewicz (potem ppor. rez. Tadeusz Podhorodecki)